# سگ‌های ولگرد (فیلم ۲۰۱۳)
سگ‌های ولگرد (به چینی: ˈ郊遊) فیلمی فرانسوی-تایوانی در سبک درام به کارگردانی تسای مینگ-لیانگ است که در سال ۲۰۱۳ منتشر شد.

## داستان
مردی الکلی و دو فرزندش به سختی در تایپه زندگی می‌کنند. آنها به طور اتفاقی با کارمند یک فروشگاه روبرو شده و تلاش می‌کنند زندگی بهتری برای خود بسازند.